# Friedrich II. (Cilli)

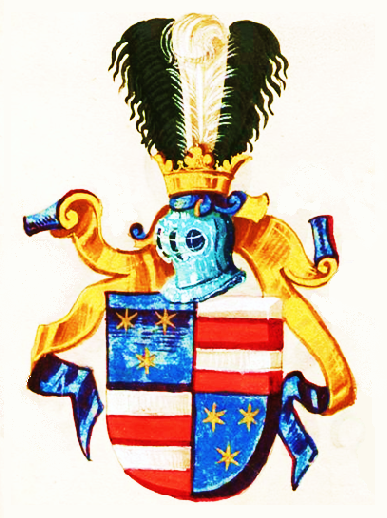
Wappen der Grafen von Cilli

Friedrich II. von Cilli (* 1379; † 1454) war Graf von Cilli und Ortenburg, ab 1436 Reichsfürst und erblicher Ban von Slawonien.

## Leben
Friedrich war Sohn von Hermann II. (* um 1365; † 1435), Ban von Kroatien und Dalmatien, und der Gräfin Anna († vor 1396), Tochter von Heinrich VII. von Schaunberg. Er heiratete um 1401 Elisabeth von Modrusch-Veglia aus dem Hause Frangepan.  Als Friedrich 1422 seine Gattin Elisabeth den Gerüchten nach beseitigte, um seine Konkubine Veronika von Deschenitz heiraten zu können, wurde der Frangepan-Clan schwer brüskiert. König Sigismund lud Friedrich II. zu sich nach Ungarn, verhaftete ihn und lieferte ihn seinem Vater Hermann II. aus. Hermann hielt seinen Sohn Friedrich zunächst auf der Burg Osterwitz gefangen, später im  Friedrichsturm auf Burg Obercilli (Celjski grad). Friedrich musste alle von seinem Vater erhaltenen Burgen, Herrschaften und Städte zurückzugeben. Hermann schleifte die Burg Friedrichstein bei Kočevje, in der Veronika und Friedrich zusammen gewohnt hatten. Friedrich baute sie jedoch später wieder auf.
Hermann II. ließ auch Veronika 1425 auf Burg Osterwitz gefangensetzen und ertränken. Nach dem Tod Veronikas suchte Herman die Versöhnung mit Friedrich. Friedrich erhielt von König Sigismund am 29. April 1429 für seine Verdienste um die Krone das Schloss Krupa in der Weißkrain zu Eigenbesitz.
König Tvrtko II. Tvrtkovic von Bosnien erklärte 1427 im Falle seines kinderlosen Todes, Hermann II. und seine männlichen Erben zu den Erben seines Königreiches. Am 27. September 1435 wurde sein Vater Graf Hermann in Preßburg durch Kaiser Sigismund gemeinsam mit ihm und seinem Sohn Ulrich II. in den Reichsfürstenstand erhoben. Durch ausgeklügelte Heiratspolitik waren bereits große Teile des heutigen Slowenien und Kroatien in die Hand der Cillier. Nach dem Tod seines Vaters war er Oberhaupt seiner Familie und erblicher Ban von Slawonien, doch trat seine Bedeutung immer mehr hinter der politischen Rolle seines Sohnes, Ulrich II. zurück.
Als Herzog Friedrich V. von Österreich, der spätere Kaiser Friedrich III., als Oberherr von Kärnten und der Südsteiermark die Erhebung der Cillier als unberechtigten Eingriff in seine Landesrechte ansah, wurde er vom Kaiser Sigismund in scharfer Form zurechtgewiesen, trotzdem hatte dies jahrelange Fehden zur Folge. Erst mit dem Vertrag von Wiener Neustadt vom 16. August 1443 kam es zu einer Einigung. Die Erhebung zu Reichsgrafen wurde von Friedrich III., der inzwischen zum deutsch-römischen König gewählt worden war, anerkannt (dies in einer Form, die es ihm erlaubte, sein Gesicht zu wahren) und ein Erbvertrag geschlossen.
Friedrich unternahm zwei Romfahrten; die eine in der Zeit zwischen 1427 und 1430, offenbar zur Sühne der tragischen Katastrophen, deren Urheber er geworden; die andere 1447, im vorgerückten Alter. Bei der ersteren geriet er in die Gefangenschaft des Markgrafen von Ferrara, aus der ihn sein Schwager, Graf Heinrich IV. von Görz, löste.
Als Friedrich II. in hohem Alter im Jahr 1454 starb, erbte Ulrich bedeutenden Reichtum, wodurch sich seine ohnehin beachtliche Machtbasis wesentlich vergrößerte. Als Ulrich II. 1456 bei einem Anschlag durch die Hunyadis umkam, war der Aufstieg des Hauses abrupt beendet. Die Hauptmasse der erledigten Besitzungen fiel an die steiermärkische Linie der Habsburger, während die in Ungarn gelegenen Besitzungen an die ungarische Krone gingen.

## Familie
1. ⚭ I. um 1401 Elisabeth von Modrusch-Veglia aus dem Hause Frangepan († 1422)
  1. (I.) Ulrich II. (* 1406; † 9. November 1456), Graf von Cilli und Ortenburg, 1436 Reichsfürst, Ban von Slawonien, ⚭ Katharina Brankovič von Serbien († 1490/92)
    1. Hermann IV. († 1452)
    2. Georg († 1443)
    3. Elisabeth (* 1441; † 1455), ⚭ Ladislaus Hunyadi

  2. (I.) Friedrich III. († als Kind)
  3. (I.) Johann (leg. 1447)
2. ⚭ II. Veronika von Teschnitz († 1425 in Osterwitz)